# 乾草

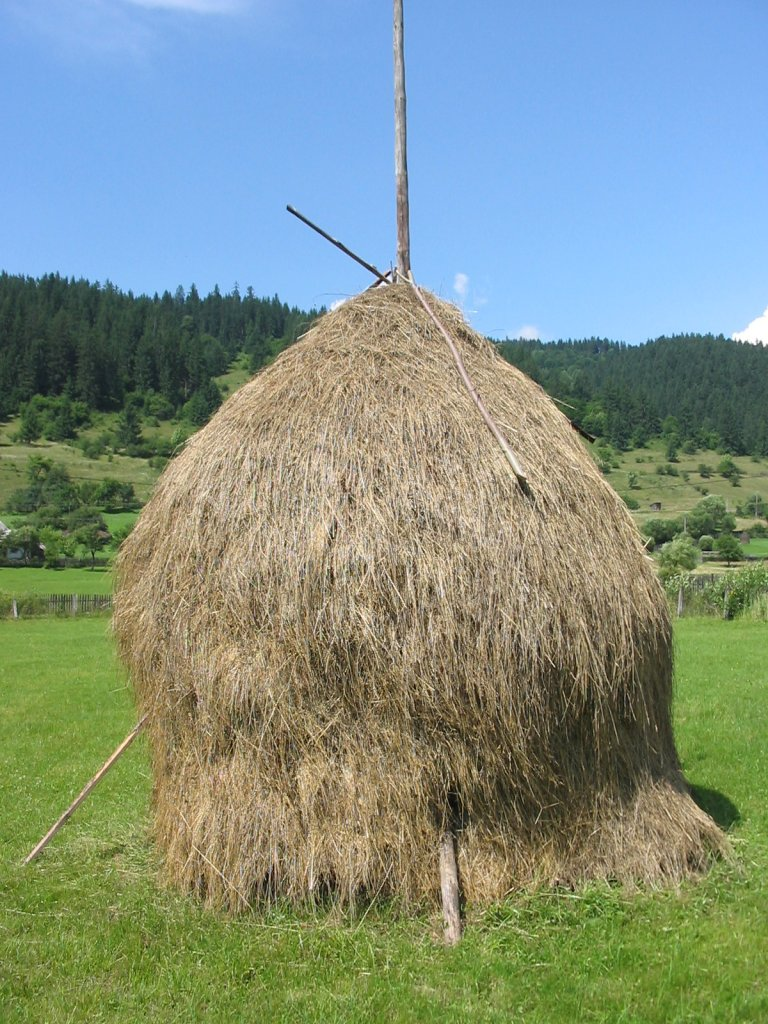
罗马尼亚干草堆

干草是指经过收割、干燥加工处理后的草料，以储备作动物饲料用途，特别是餵养畜类如马，山羊和绵羊等。干草还可作为宠物饲料，如兔子和豚鼠。猪也可以餵以干草，但它们对干草的消化并不是很好。在没有足够的草场或牧场或者天气恶劣的情况下，干草是较好的饲料来源。

## 干草组成
常见的干草来源植物包括牧场草的混合物，例如黑麦草、梯牧草、雀麦、牛毛草、狗牙根、果园草和其他本地物种。很多种类的干草还包括豆类，如苜蓿和三叶草，牧场里的花有时也是干草的一部分，但并非是豆类植物，理想的状态是在开花前就砍下来，没有必要包括花，花可能对动物有毒。
干草裡的叶子和种子决定了干草的品质。农民尽量在种子还没有完全成熟时并且叶子处于最大的时候收割干草。收割下来的原料允许干燥，这样大量的水分被移除，但是叶子仍然足够强劲，使机器能将之从地上拾起来打包储存。
干草对天气非常敏感，尤其是在收获季节。在干旱条件下，种子和叶的生产发育都迟缓，使干草的茎较粗而营养价值较低。如果天气太潮湿，切下来的干草在打包前可能在田野里烂掉。在打包后，干草也有可能烂掉，创造了毒素生成的可能性，可能使动物患病。在储存时也要防潮。真菌会导致营养价值降低，并可能导致动物疾病。

## 乾草堆
乾草堆則是儲備/堆在一起的乾草，當干草堆儲備在一起時，可方便收集和處理。干草堆也可以用作長時間的燃燒，而且燃起的速度十分快，但是因為價錢昂貴，固此古時用於防守的軍事通訊。